# Kalimba (album)
Albums de Joachim Kühn
Sometime ago
(2006) Live at Schloss
(2009)
Kalimba  est un album du pianiste de  jazz Joachim Kühn, sorti en 2007.

## Titres
1. A Live Experience (Bekkas, Kühn) - 6:02
2. Hamdouchi (Bekkas) - 5:56
3. Good Mood (Kühn) - 8:55
4. Kalimba Call (Bekkas) - 4:49
5. Youmala (Bekkas, Kühn) - 6:18
6. Rabih's Delight (Kühn) - 4:48
7. Dahin (Kühn) - 4:18
8. Sabbatique (Bekkas, Kühn, Lopez) - 10:17
9. Dounia (Bekkas) - 3:02
10. White Widow (Kühn) - 8:18

## Musiciens
- Majid Bekkas - guembri, kalimba, oud, chant
- Joachim Kühn - piano, saxophone alto
- Ramón López - batterie